# Имперское аббатство Буртшайд
Имперское аббатство Буртшайд (нем. Reichsabtei Burtscheid) — бывший бенедиктинский монастырь, с 1220 года цистерцианский женский монастырь, расположенный возле города Буртшайд, вблизи Ахена, Германия.

## История
Аббатство было основано в 997 году императором Оттоном III. Первый настоятель монастыря Грегор, прибывший в Буртшайд из Калабрии, считается братом Феофано — жены императора Оттона II Рыжего и матери императора Оттона III. Грегор был похоронен под алтарем после своей смерти в 999 году, а дата смерти — 4 ноября — была сохранена как праздничный день вплоть до роспуска аббатства.
В 1018 году император Генрих II передал аббатству соседние земли. Приблизительно в то же время монастырь был повышен до статуса аббатства, а посвящение было изменено со святых Николая и Аполлинария на святых Иоанна Крестителя и Николая.
В 1138 году Конрад III даровал аббатству имперский статус, привилегию подчиняться напрямую императору Священной Римской империи. Аббатство находилось под наместничеством барона Мероде пока не «выкупило» самостоятельность в 1649 году.
В 1220 году, во время правления императора Фридриха II и его канцлера архиепископа Энгельберта фон Берга, бенедиктинцы были выселены, а аббатство передано цистерцианским монахиням, ранее находившимся в Ахене. В то же время был подтвержден имперский статус аббатства.
Церковь аббатства была перестроена в середине XIV века, а затем между 1735 и 1754 годами архитектором Иоганном Йозефом Кувеном.
В 1779 году, несмотря на запрет городского совета Ахена, имевшего власть в самоуправлении города Буршай, настоятельница аббатства учредила игорный дом, а улица до сих пор носит название Kasinostrasse (буквально улица с казино).
Буртшайд был занят французскими войсками в декабре 1792 года, а также с сентября 1794 года и до 1804 года. Они использовали церковь аббатства для изготовления воздушных шаров. В августе 1802 года монастырь был секуляризирован и распущен.
Другие здания аббатства в настоящее время используются как школа, жилые дома и административные здания.